# Catena sottomarina di Lord Howe
La catena sottomarina di Lord Howe è una catena di montagne sottomarine situata nell'Oceano Pacifico meridionale e che include l'Isola di Lord Howe.
È una delle due catene parallele di montagne sottomarine poste lungo la costa orientale dell'Australia; sia la catena sottomarina di Lord Howe che la catena sottomarina della Tasmania si sviluppano in senso nord-sud attraverso il Mar dei Coralli e il Mar di Tasman. Le due catene hanno longitudine rispettivamente 159°E e 156°E.
Nella letteratura anglosassone, la catena sottomarina di Lord Howe è stata indicata con varie denominazioni, tra cui: Lord Howe Seamounts, Lord Howe Guyots, Lord Howe Rise Guyots e Middleton Chain.
La catena sottomarina si trova sul pendio occidentale del Lord Howe Rise, un altopiano che si eleva dal fondale marino e che rappresenta la parte sommersa dell'antico continente Zealandia. Le due catene sottomarine di Lord Howe e della Tasmania si trovano all'interno del bacino della Tasmania (la piana abissale tra il Lord Howe Rise e la piattaforma continentale australiana) e si trovano sui due fianchi opposti del Dampler Ridge (un frammento continentale sommerso).
La catena di Lord Howe si estende dalle Isole Chesterfield (20°S) fino al Flinders Seamount (34,7°S). Include le montagne sottomarine di Nova Bank, Argo e Kelso, i guyot Capel e Gifford, Middleton Reef e Elizabeth Reef, l'Isola di Lord Howe e la piramide di Ball.
Le due catene di Lord Howe e della Tasmania sono il risultato del movimento verso nord della placca indo-australiana al di sopra di un punto caldo, che nel caso della Lord Howe si ritiene sia attualmente posizionato al di sotto del Flinders Seamount. Sulla terraferma australiana si trova una terza sequenza nord-sud di vulcani estinti (che include i Monti Glass House) che ha probabilmente la stessa origine.
La catena si è formata durante il Miocene ed è caratterizzata da numerosi guyot la cui sommità piatta è attualmente ricoperta di coralli.